# Lutas nos Jogos Olímpicos de Verão de 2024 - Livre até 57 kg feminino
A categoria livre até 57 kg feminino das lutas nos Jogos Olímpicos de Verão de 2024 foi realizada no Grand Palais Éphémère em Paris, França, em 8 e 9 de agosto de 2024. Um total de 16 lutadoras, cada uma representando um Comitê Olímpico Nacional (CON), participaram do evento.

## Qualificação
Dezesseis vagas de cota estavam disponíveis, com cada CON restrito a no máximo uma vaga. Foram atribuídas cinco vagas no Campeonato Mundial de Luta de 2023, entre 16 e 24 de setembro em Belgrado, na Sérvia. As finalistas de cada categoria nos quatro torneios de qualificação continentais (Ásia, Europa, Américas e o combinado África e Oceania) também receberam vagas de cota. O restante das vagas foi alocado no Torneio de Qualificação Olímpica de 2024, oferecendo um mínimo de três cotas.

## Calendário
Horário local (UTC+2)
| Data                | Horário | Fase                |
| ------------------- | ------- | ------------------- |
| 8 de agosto de 2024 | 11:00   | Fases eliminatórias |
| 8 de agosto de 2024 | 18:15   | Semifinais          |
| 9 de agosto de 2024 | 11:00   | Repescagem          |
| 9 de agosto de 2024 | 19:30   | Finais              |

## Medalhistas
| Ouro   | JPN Tsugumi Sakurai               |
| Prata  | MDA Anastasia Nichita             |
| Bronze | USA Helen Maroulis CHN Hong Kexin |

## Resultados
A competição foi realizada em dois dias até a definição dos medalhistas:
Legenda
- F — Vitória por queda.
- R — Retirada.

### Chave principal
|  | Oitavas de final           | Oitavas de final           | Oitavas de final |  |  | Quartas de final       | Quartas de final       | Quartas de final      |    |                     | Semifinais          | Semifinais          | Semifinais |  |  | Final | Final | Final |
|  |                            |                            |                  |  |  |                        |                        |                       |    |                     |                     |                     |            |  |  |       |       |       |
|  | JPN Tsugumi Sakurai        | JPN Tsugumi Sakurai        | 6                |  |  |                        |                        |                       |    |                     |                     |                     |            |  |  |       |       |       |
|  | CAN Hannah Taylor          | CAN Hannah Taylor          | 1                |  |  | JPN Tsugumi Sakurai    | JPN Tsugumi Sakurai    | 11F                   |    |                     |                     |                     |            |  |  |       |       |       |
|  | ITA Aurora Russo           | ITA Aurora Russo           | 0                |  |  | ECU Luisa Valverde     | ECU Luisa Valverde     | 0                     |    |                     |                     |                     |            |  |  |       |       |       |
|  | ECU Luisa Valverde         | ECU Luisa Valverde         | 6F               |  |  |                        |                        |                       |    | JPN Tsugumi Sakurai | JPN Tsugumi Sakurai | 10                  |            |  |  |       |       |       |
|  | USA Helen Maroulis         | USA Helen Maroulis         | 7                |  |  |                        | USA Helen Maroulis     | USA Helen Maroulis    | 4  |                     |                     |                     |            |  |  |       |       |       |
|  | IND Anshu Malik            | IND Anshu Malik            | 2                |  |  | USA Helen Maroulis     | USA Helen Maroulis     | 7                     |    |                     |                     |                     |            |  |  |       |       |       |
|  | UKR Alina Hrushyna         | UKR Alina Hrushyna         | 16               |  |  | UKR Alina Hrushyna     | UKR Alina Hrushyna     | 4                     |    |                     |                     |                     |            |  |  |       |       |       |
|  | POL Anhelina Łysak         | POL Anhelina Łysak         | 13               |  |  |                        |                        |                       |    |                     | JPN Tsugumi Sakurai | JPN Tsugumi Sakurai | 6          |  |  |       |       |       |
|  | NGR Odunayo Adekuoroye     | NGR Odunayo Adekuoroye     | 0                |  |  |                        | MDA Anastasia Nichita  | MDA Anastasia Nichita | 0  |                     |                     |                     |            |  |  |       |       |       |
|  | ALG Chaimaa Aouissi        | ALG Chaimaa Aouissi        | 0R               |  |  | NGR Odunayo Adekuoroye | NGR Odunayo Adekuoroye | 8                     |    |                     |                     |                     |            |  |  |       |       |       |
|  | MGL Boldsaikhan Khongorzul | MGL Boldsaikhan Khongorzul | 12               |  |  | CHN Hong Kexin         | CHN Hong Kexin         | 10F                   |    |                     |                     |                     |            |  |  |       |       |       |
|  | CHN Hong Kexin             | CHN Hong Kexin             | 16               |  |  |                        |                        |                       |    | CHN Hong Kexin      | CHN Hong Kexin      | 7                   |            |  |  |       |       |       |
|  | BRA Giullia Penalber       | BRA Giullia Penalber       | 2F               |  |  |                        | MDA Anastasia Nichita  | MDA Anastasia Nichita | 2F |                     |                     |                     |            |  |  |       |       |       |
|  | GUM Rckaela Aquino         | GUM Rckaela Aquino         | 0                |  |  | BRA Giullia Penalber   | BRA Giullia Penalber   | 0                     |    |                     |                     |                     |            |  |  |       |       |       |
|  | GER Sandra Paruszewski     | GER Sandra Paruszewski     | 0                |  |  | MDA Anastasia Nichita  | MDA Anastasia Nichita  | 5F                    |    |                     |                     |                     |            |  |  |       |       |       |
|  | MDA Anastasia Nichita      | MDA Anastasia Nichita      | 9                |  |  |                        |                        |                       |    |                     |                     |                     |            |  |  |       |       |       |

### Repescagem
|  | Repescagem             | Repescagem             | Repescagem |  | Disputa pelo bronze  | Disputa pelo bronze  | Disputa pelo bronze |  |  |  |  |
|  |                        |                        |            |  |                      |                      |                     |  |  |  |  |
|  | CAN Hannah Taylor      | CAN Hannah Taylor      | 13         |  | CAN Hannah Taylor    | CAN Hannah Taylor    | 0                   |  |  |  |  |
|  | ECU Luisa Valverde     | ECU Luisa Valverde     | 0          |  | USA Helen Maroulis   | USA Helen Maroulis   | 4F                  |  |  |  |  |
|  |                        |                        |            |  |                      |                      |                     |  |  |  |  |
|  | GER Sandra Paruszewski | GER Sandra Paruszewski | 0          |  | BRA Giullia Penalber | BRA Giullia Penalber | 0                   |  |  |  |  |
|  | BRA Giullia Penalber   | BRA Giullia Penalber   | 7          |  | CHN Hong Kexin       | CHN Hong Kexin       | 10                  |  |  |  |  |